# Reação aguda ao estresse
Reação aguda ao estresse também conhecida como Choque psíquico, Estado de crise, Fadiga de combate ou mais popularmente conhecido como "estado de choque" refere-se a uma resposta não adaptativa a uma situação de risco de vida ou perigo de entes queridos. É um transtorno transitório que ocorre após eventos de extremo estresse físico e/ou psíquico e geralmente desaparece em algumas horas ou em alguns dias. Cerca de 18% das vítimas de desastres naturais ou cativeiro prolongado experienciam essa reação.

## Características
A ocorrência e a gravidade de uma reação aguda ao estresse são influenciadas por factores de vulnerabilidade individuais e pela capacidade do sujeito de enfrentamento. Assim, a mesma catástrofe costuma ser muito mais grave para aqueles que possuem menos habilidades físicas, experiência, maturidade, conhecimentos técnicos adequados e preparação psicológica para lidar com esta situação estressante. Na verdade parece haver uma tendência genética; indivíduos mais e menos sensíveis a várias situações (o maníaco do parque por exemplo era um exímio sobrevivente em cursos de selva e portanto mais frio e resistente ao estresse, típico de psicopatas que muitas vezes simulam falsas emoções profundas mas estão a se poupar, daí por que seus sub-córtices tendem a ser menos afetados por coisas externas a eles e portanto menos desgastados).
É uma resposta normal a eventos estressantes.

## Sinais e sintomas

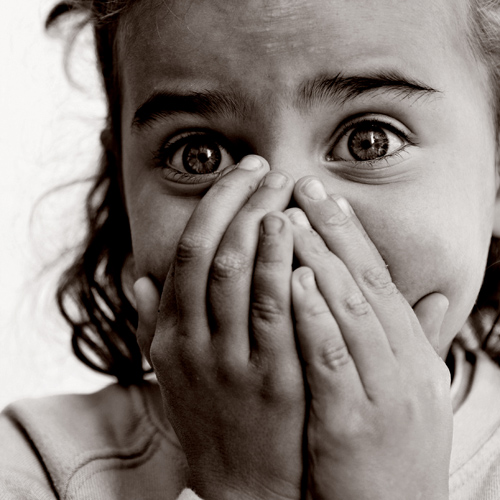
Não é preciso estar presente durante a catástrofe para sofrer com reação aguda ao estresse, é comum ter essa reação ao saber que entes queridos sofreram nesse evento.

A sintomatologia é tipicamente mista e variável pode começar com:
- Atordoamento;
- Confusão mental;
- Desorientação;
- Perda de sensibilidade ao ambiente;
- Intenso conflito entre memórias e emoções (dissociação);
- Estupor dissociativo (paralisia psicológica).

O transtorno se acompanha freqüentemente de somatização (Sintomas físicos exacerbados por causas psicológicas) associados a ansiedade de pânico como:
- Batimentos cardíacos acelerados;
- Transpiração excessiva;
- Ondas de calor;
- Agitação motora;
- Emoções exacerbadas e em conflito (tristeza, raiva, pânico, frustração...);
- Amnésia dissociativa parcial ou completa do episódio.

Os sintomas se manifestam habitualmente nos minutos que seguem ao evento traumático e costumam diminuir em algumas horas dificilmente durando mais de três dias.

## Diagnóstico

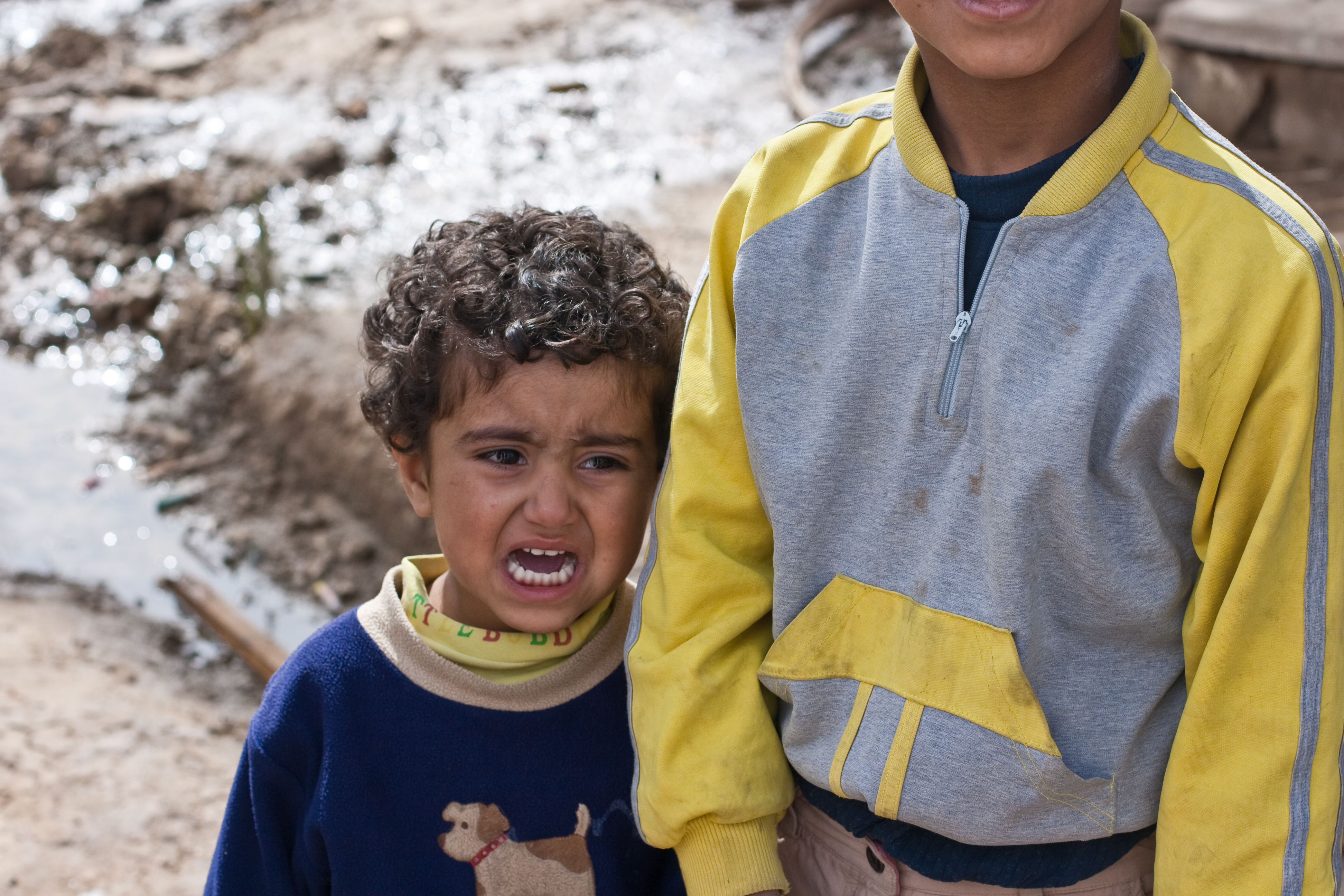
Entre 13% e 21% dos sobreviventes de acidentes de carro com vítimas tem reação aguda ao estresse.

Segundo o DSM-IV para ser diagnosticado é preciso identificar os seguintes sinais:
A.Identificar qual o evento com risco ou ameaça a integridade pessoal ou de entes queridos.
B.Ao experienciar ou logo após o evento aflitivo, o indivíduo teve três (ou mais) dos seguintes sintomas dissociativos:
- Sensação pessoal de distanciamento, entorpecimento ou ausência de resposta emocional;
- Redução na capacidade de compreender o ambiente próximo;
- Confundir realidade com fantasia (similar a catatonia);
- Despersonalização (não se reconhecer em si mesmo);
- Amnésia dissociativa (isto é, a incapacidade para recordar um aspecto importante do trauma).

C.O evento traumático é persistentemente revivido em pelo menos uma das seguintes maneiras: 
- - Imagens recorrentes;
  - Pensamentos repetitivos;
  - Sonhar com o evento traumático;
  - Alucinações (ver/ouvir/sentir o que não existe);
  - Flashback (memórias e sentimentos vívidos do evento);
  - Sensação de reviver a experiência de novo e de novo;
  - Angústia quando exposto a algo que lembre do evento traumático.

D.Evitar ou fugir de estímulos que provocam recordações do trauma, sejam pensamentos, sentimentos, conversas, atividades, lugares, ou pessoas.
E.Sintomas de ansiedade ou de agitação aumentada como:
- Dificuldade em dormir;
- Irritabilidade;
- Falta de concentração;
- Hipervigilância (preocupação excessiva, paranoica);
- Susto exagerado;
- Inquietação motora.

F.Essa perturbação causa sofrimento clinicamente significativo ou prejuízo no funcionamento social, ocupacional ou em outras áreas importantes de funcionamento ou prejudica a capacidade do indivíduo de exercer alguma tarefa necessária, tal como obter o auxílio necessário ou mobilizar recursos pessoais.
G.A perturbação dura por um período mínimo de 2 dias e um máximo de 4 semanas, e ocorre dentro de 4 semanas após o acontecimento traumático.
H. A perturbação não se deve aos efeitos fisiológicos diretos de uma substância (como abuso de drogas ou medicamentos) ou de alguma condição médica geral, não é melhor explicada por um Transtorno psicótico breve, e não é apenas uma exacerbação de um transtorno psicológico preexistente como transtorno de personalidade(eixo II) ou transtornos de ansiedade(eixo I).

## Tratamento
Este distúrbio pode resolver-se em alguns dias ou pode evoluir para uma doença mais grave, como transtorno de estresse pós-traumático (TEPT). Quanto mais frequente os episódios de reviver o evento traumático, mais provável o desenvolvimento de um transtorno de ansiedade. Antidepressivos e ansiolíticos, como ISRS e benzodiazepínicos, podem ser utilizados durante o período que durar o estado de estresse pós-traumático para prevenir outros transtornos.
Uma série de estudos têm sido realizados para avaliar a eficácia do aconselhamento e psicoterapia para pessoas vítimas de catástrofe. A terapia cognitivo-comportamental (TCC), que incluiu reestruturação cognitiva e exposição progressiva aos estímulos que lembram o evento traumático é eficaz na prevenção de TEPT. Uma combinação de técnicas de relaxamento, reestruturação cognitiva, imaginar e planejar situações e exposição progressiva a eventos estressantes foi superior ao mero aconselhamento de apoio.

## Prognóstico
O prognóstico para recuperação é influenciado pela gravidade e duração do trauma. Sinais favoráveis incluem um curto período de tempo entre o trauma e o aparecimento dos sintomas, o tratamento imediato e adequado suporte social. 
Quando os sintomas persistirem, podem resultar em:
- Transtornos somatoformes(sintomas físicos causados pelo psicológico);
- Transtorno dissociativo(dissociar memórias, habilidades, identidades e comportamentos);
- Neurastenia(exaustão física e mental duradoura);
- Algum Transtorno de ansiedade como :
  - Fobia;
  - Transtorno do pânico;
  - Transtorno de estresse pós-traumático.